# 兽脚类五巨头

网友制作的“五巨头”体型对比图，因为年代较远有可能与事实有所出入。

兽脚亚目五巨头（英文：Theropoda 'big V'，或称兽脚类五巨头、五巨头），指目前为止出土过的最著名，也最为庞大的5种兽脚亚目的肉食性恐龙，分别指：棘龙、霸王龙、马普龙、南方巨兽龙、鲨齿龙。由于后来发现更多的巨型兽脚亚目恐龙，有人提议将“五巨头”的範圍扩充至“七巨头”甚至是“十巨头”，加入諸如：特暴龙、魁纣龙、蛮龙、食蜥王龙、依潘龙等體型較大的獸腳亞目恐龙。
- 五巨头这一概念是人为的把人类意志强加到动物身上的概念，所以「五巨头」所包含的物种偶尔会被人为的修改。

## 简介
一般认为“五巨头”包括如下几种著名的兽脚亚目恐龙，为避免争端，下列排名不分先后也不以实力强弱为准：
- 棘龙(Spinosaurus），模式种为埃及棘龙 S.aegyptiacus （Stromer, 1915），体长在12~18m之间，最重据称有17000kg甚至是26000kg，生存在约为1亿1200到9千500万年前白堊紀的非洲。[1][2]。
- 霸王龙（Tyrannosaurus），模式种为君王霸王龙T.rex（Osborn，1905），体长在12~14.8m之间最重据称14000kg，生存在约为6800到6600万年前的白垩纪的北美洲。[3]
- 马普龙(Mapusaurus)，模式种为玫瑰马普龙（亦被译作罗氏马普龙，纪念参与挖掘活动的Rose Letwin） M.roseae(Coria & Currie, 2006)，体长接近13m，可能重达12000kg左右，被认为可能是南美洲最大的鲨齿龙科物种之一。
- 鲨齿龙（Carcharodontosaurus），模式种为撒哈拉鲨齿龙 C. saharicus(Depéret & Savornin, 1927)，体重估计在9000-11500kg左右，长约9-13m。
- 南方巨兽龙（Giganotosaurus），模式种为卡氏南方巨兽龙 G.carolini（Coria & Salgado, 1995），体重估计在9200-11000kg左右，长约9-13m，体型与马普龙相仿。